# Berthiez
Starrag Berthiez est un constructeur français de machines-outils implanté à Saint-Étienne (Loire), propriété du groupe suisse Starrag. Il produit des tours verticaux et rectifieuses pour l’industrie aéronautique et autres moyens de transport, ainsi que l'énergie.

## Histoire
La société est fondée à Givors (Rhône) en 1916 par Charles William Berthiez (1867-1938), afin de produire des tours verticaux pour l’armement. 
L’ensemble est absorbé une première fois par Fives-Lille.
Une réaffectation de la production a lieu au milieu des années 1950, avant de voir l’entreprise plonger dans une crise qui va durer plus de deux décennies.
Le site givordin ferme au début des années 1980. Les activités sont relocalisées à Saint-Étienne, où les ateliers se situent toujours.
Le 16 décembre 1994 la société est placée en redressement judiciaire. Elle est cédée le 4 août 1995 et radiée le 6 février 2006.
Après une période d’incertitude et plusieurs repreneurs, le dernier en date est le suisse Starrag Group depuis 2011. Ce groupe fut longtemps lié par le passé, à travers ses diverses filiales et participations, à l'allemand Wanderer,.
Son nom actuel est Starrag  Berthiez.